# Senado de Svinhufvud I
El primer senado de Pehr Evind Svinhufvud fue el primer Senado y también gobierno de facto de Finlandia independiente. Su período abarcó desde el 27 de noviembre de 1917 hasta el 27 de mayo de 1918. Este gobierno fue el que escribió y luego leyó la declaración de independencia de Finlandia el 4 de diciembre de 1917 frente al Parlamento, el cual la aprobó el 6 de diciembre del mismo mes. Por esta razón también se le conoce como el Senado de la Independencia.
Se asentó en Vaasa durante la guerra civil finlandesa desde el 29 de enero hasta el 3 de mayo de 1918 y fue conocido como el Senado de Vaasa durante aquel tiempo.

## Composición
La siguiente tabla muestra la composición del Senado:
| Cartera                                                    | Senador                 | Partido | Partido         | Inicio                  | Término            |
| ---------------------------------------------------------- | ----------------------- | ------- | --------------- | ----------------------- | ------------------ |
| Presidente del Senado                                      | Pehr Evind Svinhufvud   |         | Joven Finlandés | 27 de noviembre de 1917 | 27 de mayo de 1918 |
| Jefe del Departamento de Justicia                          | Onni Talas              |         | Joven Finlandés | 27 de noviembre de 1917 | 27 de mayo de 1918 |
| Jefe del Departamento de Asuntos Internos                  | Arthur Castrén          |         | Joven Finlandés | 27 de noviembre de 1917 | 27 de mayo de 1918 |
| Subjefe del Departamento de Asuntos Internos               | Alexander Frey          |         | Popular Sueco   | 27 de noviembre de 1917 | 27 de mayo de 1918 |
| Jefe del Departamento de Asuntos Financieros               | Juhani Arajärvi         |         | Finlandés       | 27 de noviembre de 1917 | 27 de mayo de 1918 |
| Jefe del Departamento de Educación y Asuntos Eclesiásticos | Emil Nestor Setälä      |         | Joven Finlandés | 27 de noviembre de 1917 | 27 de mayo de 1918 |
| Jefe del Departamento de Agricultura                       | Kyösti Kallio           |         | Liga Agraria    | 27 de noviembre de 1917 | 27 de mayo de 1918 |
| Subjefe del Departamento de Agricultura                    | Eero Yrjö Pehkonen      |         | Liga Agraria    | 27 de noviembre de 1917 | 27 de mayo de 1918 |
| Jefe del Departamento de Transporte y Obras Públicas       | Jalmar Castrén          |         | Joven Finlandés | 27 de noviembre de 1917 | 27 de mayo de 1918 |
| Jefe del Departamento para el Comercio y la Industria      | Heikki Gabriel Renvall  |         | Joven Finlandés | 27 de noviembre de 1917 | 27 de mayo de 1918 |
| Jefe del Departamento de Asuntos Sociales                  | Oskari Wilho Louhivuori |         | Finlandés       | 27 de noviembre de 1917 | 27 de mayo de 1918 |